# Homer W. Kiefer
Homer Watson Kiefer (* 20. November 1898 in Attica, Seneca County, Ohio; † 22. September 1976 im Pinellas County, Florida) war ein Generalmajor der United States Army. Er war unter anderem Kommandeur der 9. Infanteriedivision.
Homer Kiefer war ein Sohn von Richard John Kiefer (1871–1954) und dessen Frau Ida Sanford (1869–1944). Im Jahr 1920 absolvierte er die United States Military Academy in West Point. Nach seiner Graduation wurde er als Leutnant in das Offizierskorps des Heeres aufgenommen. In der Armee durchlief er anschließend alle Offiziersränge vom Leutnant bis zum Zwei-Sterne-General.
In den 1920er und 1930er Jahren absolvierte er den für Offiziere in den jeweiligen Rangstufen üblichen Dienst in unterschiedlichen Einheiten und Standorten. Dazu gehörten auch Aufgaben als Stabsoffizier in verschiedenen Hauptquartieren. Zwischen April 1941 und Januar 1943 kommandierte er das 11. Feldartillerie-Bataillon. In diese Zeit fiel der amerikanische Eintritt in den Zweiten Weltkrieg. Zwischen Januar 1943 und Juni 1944 gehörte er als Stabsoffizier der Artillerie der 24. Infanteriedivision an. Die Division stand bis 1943 zu einer eventuellen Verteidigung Hawaiis bereit und wurde dann nach Australien und Neuguinea verlegt.
Zwischen Juni 1944 und November 1945 war Homer Kiefer Artillerieoffizier im Stab der 6. Armee. Diese war ebenfalls im Pazifikkrieg eingesetzt und war unter anderem an der Schlacht um Leyte und der Rückeroberung der Philippinen beteiligt. Nach einer zwischenzeitlich anderen Verwendung leitete Kiefer zwischen Februar und August 1946 das Personalreferat des Kriegsministeriums in Fort Lewis (Commanding General War Department Personnel Center, Fort Lewis).
Zwischen August 1946 und Februar 1948 leitete er die Stabsabteilung G3 (Operationen) der gerade reaktivierten 5. Armee in Chicago. Daran schloss sich eine Versetzung zum V. Korps in Deutschland an. Er war zunächst von März 1948 bis Dezember 1949 als Artillerieoffizier bei diesem Korps. Anschließend war er bis Dezember 1950 dessen Stabschef.
Es folgte eine Versetzung zur 9. Infanteriedivision in Fort Dix in New Jersey. Dort war er ab 1951 stellvertretender Kommandeur (Assistant Commanding General 9th Infantry Division) und von Juni 1952 bis Juli 1953 Divisionskommandeur. Damit war gleichzeitig das Kommando über den Militärstützpunkt Fort Dix verbunden. Anschließend ging Homer Kiefer in den Ruhestand.
Er starb am 22. September 1976 in Florida wurde auf dem amerikanischen Nationalfriedhof Arlington beigesetzt.

## Orden und Auszeichnungen
Homer Kiefer erhielt im Lauf seiner militärischen Laufbahn unter anderem folgende Auszeichnungen:
- Army Distinguished Service Medal
- Silver Star
- Legion of Merit
- Distinguished Flying Cross